# Pardosa rascheri
Pardosa rascheri là một loài nhện trong họ Lycosidae.
Loài này thuộc chi Pardosa. Pardosa rascheri được Maria Dahl miêu tả năm 1908.